# Mansfield (Massachusetts)
Mansfield é uma vila localizada no condado de Bristol no estado estadounidense de Massachusetts. No Censo de 2010 tinha uma população de 23.184 habitantes e uma densidade populacional de 438,32 pessoas por km².

## Geografia
Mansfield encontra-se localizado nas coordenadas 42° 01′ 02″ N, 71° 13′ 02″ O. Segundo o Departamento do Censo dos Estados Unidos, Mansfield tem uma superfície total de 52.89 km², da qual 52.04 km² correspondem a terra firme e (1.61%) 0.85 km² é água.

## Demografia
Segundo o censo de 2010, tinha 23.184 pessoas residindo em Mansfield. A densidade populacional era de 438,32 hab./km². Dos 23.184 habitantes, Mansfield estava composto pelo 91.56% brancos, o 2.73% eram afroamericanos, o 0.25% eram amerindios, o 3.42% eram asiáticos, o 0.03% eram insulares do Pacífico, o 0.61% eram de outras raças e o 1.39% pertenciam a duas ou mais raças. Do total da população o 2.1% eram hispanos ou latinos de qualquer raça.